# Hyla versicolor
A rela Hyla versicolor é uma espécie de rã arbórea pequena endémica de grande parte dos Estados Unidos da América e parte do Canadá.